# Bob Anderson (coureur)
Robert "Bob" Anderson (Hendon, 19 mei 1931 – Northampton, 14 augustus 1967) was een Brits motor- en Formule 1-coureur. 

## Motorfietsen
Van halverwege de jaren vijftig tot en met 1960 racete Anderson als privérijder met motorfietsen, voornamelijk met Norton Manx modellen in de 350- en 500cc-klassen. In 1956 won hij de 500cc-klasse van de North West 200. Zijn eerste wereldkampioenschapsseizoen (1958) was zijn beste, met een 5e plaats in de eindrangschikking van de 350cc-klasse en een 8e plaats in de 500cc-klasse. Hij werd in dat jaar tweede in de 350cc-klasse van de Grand Prix van Zweden en tweede in de Senior TT op het eiland Man. Hij startte in weinig races, maar de Isle of Man TT sloeg hij zelden over. In 1960 startte hij zelfs in vier klassen: de Ultra-Lightweight TT (5e) en de Lightweight TT (niet gefinisht) met de MZ's, de Junior TT (6e) en de Senior TT (8e) met Norton. Bij MZ reed hij als fabriekscoureur, eenmalig als vervanger van de geblesseerde Ernst Degner. In 1966 kwam hij even terug naar de motorfietsen en haalde toen een vijfde plaats in de 250cc-race met een Yamaha RD 05 fabrieksracer in de TT van Assen.

## Formule 1
Hij reed tussen 1963 en 1967 in deze klasse; hij reed elke race bij DW Racing Enterprise.
In 1967 kreeg Anderson bij een testrace op een nat Silverstone een ongeluk. Hij overleed later aan zijn verwondingen in het ziekenhuis van Northampton.

## Wereldkampioenschap wegrace resultaten
(Races in cursief geven de snelste ronde aan)
| Jaar | Klasse | Team   | Motorfiets       | 1     | 2       | 3       | 4       | 5       | 6       | 7       | 8     | 9     | 10    | 11    | 12    | Punten | Plaats | Wereldkampioen                            |
| ---- | ------ | ------ | ---------------- | ----- | ------- | ------- | ------- | ------- | ------- | ------- | ----- | ----- | ----- | ----- | ----- | ------ | ------ | ----------------------------------------- |
| 1958 | 350 cc | Privé  | Beart-Norton 40M | IOM 8 | NED -   | BEL -   | DUI 5   | ZWE 2   | ULS -   | NAT 4   |       |       |       |       |       | 11     | 5e     | John Surtees, MV Agusta 350 4C            |
| 1958 | 500 cc | Privé  | Beart-Norton 30M | IOM 2 | NED DNF | BEL 6   | DUI DNF | ZWE DNF | ULS DNF | NAT DNF |       |       |       |       |       | 7      | 8e     | John Surtees, MV Agusta 500 4C            |
| 1959 | 350 cc | Privé  | Beart-Norton 40M | FRA 4 | IOM 5   | DUI -   |         |         | ZWE -   | ULS -   | NAT - |       |       |       |       | 5      | 9e     | John Surtees, MV Agusta 350 4C            |
| 1959 | 500 cc | Privé  | Beart-Norton 30M | FRA 8 | IOM DNF | DUI -   | NED DNF | BEL 6   |         | ULS -   | NAT - |       |       |       |       | 1      | 15e    | John Surtees, MV Agusta 500 4C            |
| 1960 | 125 cc | MZ     | MZ RE 125        |       | IOM 5   | NED -   | BEL -   |         | ULS -   | NAT -   |       |       |       |       |       | 2      | 9e     | Carlo Ubbiali, MV Agusta 125 Bialbero     |
| 1960 | 250 cc | MZ     | MZ RE 250        | FRA - | IOM DNF | NED -   |         |         | ULS -   | NAT -   |       |       |       |       |       | 0      | -      | Carlo Ubbiali, MV Agusta 250 Bicilindrica |
| 1960 | 350 cc | Privé  | Beart-Norton 40M | FRA - | IOM 6   | NED 3   |         |         | ULS 4   | NAT 5   |       |       |       |       |       | 10     | 5e     | John Surtees, MV Agusta 350 4C            |
| 1960 | 500 cc | Privé  | Beart-Norton 30M | FRA - | IOM 8   | NED DNF | BEL DNF | DUI -   | ULS DNF | NAT DNF |       |       |       |       |       | 0      | -      | John Surtees, MV Agusta 500 4C            |
| 1966 | 250 cc | Yamaha | Yamaha RD 05     | SPA - | DUI -   | FRA -   | NED 5   | BEL -   | DDR -   | TSL -   | FIN - | ULS - | IOM - | NAT - | JAP - | 2      | 23e    | Mike Hailwood, Honda 3RC 164 / RC 165     |